# Hard Rain (album)
Cet article concerne l'album de Bob Dylan. Pour le film de Mikael Salomon, voir Pluie d'enfer.
Pour les articles homonymes, voir Hard Rain.
Albums de Bob Dylan
Desire
(1976) Masterpieces
(1978)
Hard Rain est un album en concert de Bob Dylan. Sorti en 1976 chez Columbia Records, il illustre la deuxième partie de la tournée Rolling Thunder Revue.

## Titres
Toutes les chansons sont écrites et composées par Bob Dylan, sauf Oh Sister (Dylan, Levy).
| 1.    | Maggie's Farm                                       | 5:23  |
| 2.    | One Too Many Mornings                               | 3:47  |
| 3.    | Stuck Inside of Mobile with the Memphis Blues Again | 6:01  |
| 4.    | Oh, Sister                                          | 5:08  |
| 5.    | Lay Lady Lay                                        | 4:47  |
| 6.    | Shelter from the Storm                              | 5:29  |
| 7.    | You're a Big Girl Now                               | 7:01  |
| 8.    | I Threw It All Away                                 | 3:18  |
| 9.    | Idiot Wind                                          | 10:21 |
| 51:06 |                                                     |       |

## Musiciens
- Bob Dylan – chant, guitare
- Mick Ronson – guitare
- T-Bone Burnett – guitare, piano
- Steven Soles – guitare, chœurs
- David Mansfield – guitare
- Rob Stoner – basse, chœurs
- Howard Wyeth – batterie, piano
- Gary Burke – batterie
- Scarlet Rivera – cordes